# Neomiasa telifera
Neomiasa telifera är en insektsart som först beskrevs av Walker 1858.  Neomiasa telifera ingår i släktet Neomiasa och familjen Dictyopharidae. Inga underarter finns listade i Catalogue of Life.